# Parc Victoria (Londres)
Pour les articles homonymes, voir Parc Victoria.

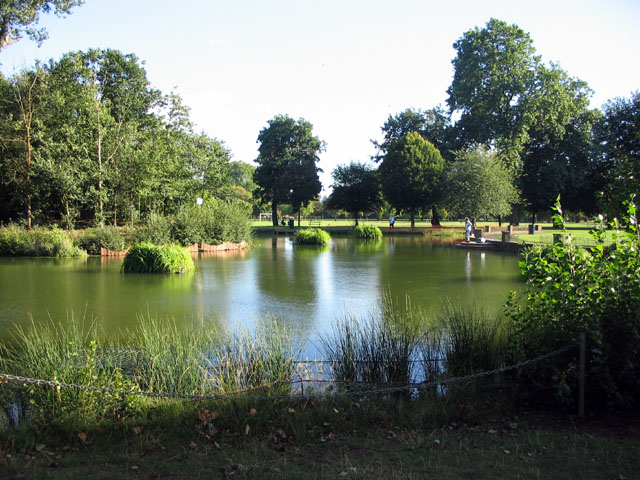
Le 'Bassin de baignade' du parc Victoria. Il n'est plus utilisé pour la baignade depuis 1936, mais il est très prisé des pêcheurs depuis son réaménagement en 2005.

Le parc Victoria,, (Victoria Park,,, ou Vicky Park en anglais) est un grand parc public s'étendant à l'est de Londres entre les quartiers de Bethnal Green, Hackney et Bow. Il est bordé par Old Ford Road.
L'intégralité du parc se trouve dans le borough de Tower Hamlets

## Origines
Entre 1842 et 1846, 218 acres (88 hectares) ont été achetées par le Crown Estate puis aménagés par l'éminent architecte londonien Sir James Pennethorne (en). Une partie du terrain était appelée Bonner Fields, d'après le nom de l'évêque Bonner, dernier Lord of the Manor du quartier de Stepney. Le parc faisait, à l'origine, partie du palais épiscopal, mais il a été dévasté au milieu du XIXe siècle par l'extraction de graviers et d'argile destinés à la fabrication de briques.
Ouvert au public en 1845, ce vaste parc fait penser au Regent's Park (ce dernier ayant été dessiné par John Nash, le professeur de Pennethorne), bien que moins fréquenté, il est considéré comme l'un des plus beaux parcs de l'est londonien. Il est nommé d'après la reine Victoria, sur le trône au temps de l'ouverture.
Il est bordé, sur deux de ses côtés, par des canaux : le Regent's Canal sur le flanc ouest et le Hertford Union Canal (en) au sud.
L'une des portes tient son nom de l'évêque Bonner. L'entrée principale sur Sewardstone Road est gardée depuis 1912 par les Chiens d'Alcibiade.

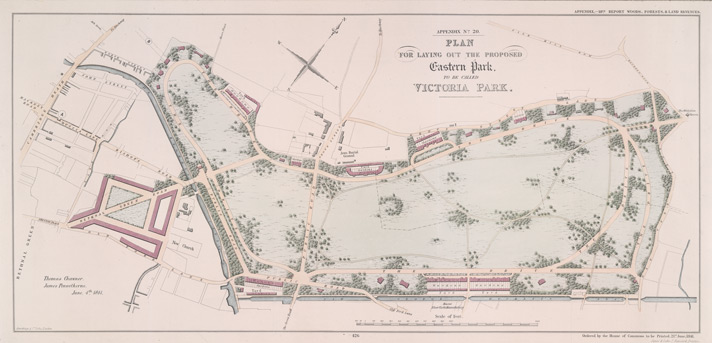
Une vue du plan original proposé en 1841.

Deux alcôves piétonnes, vestiges de l'ancien pont de Londres démoli en 1831, sont situées à l'extrême est du parc, près du mémorial de guerre d'Hackney Wick. Elles ont été amenées ici en 1860. Elles faisaient partie du chantier de rénovation pour les 600 ans du vieux pont dirigé en 1760 par Sir Robert Taylor (en) et George Dance le Jeune. Elles fournissaient une protection aux piétons parcourant l'étroite chaussée.
Elles portent à l'intérieur, l'insigne de la Bridge Association.
Ces alcôves sont classées monument de grade II depuis 1951.

## Le parc du peuple
À la fin de la deuxième moitié du XIXe siècle, le parc Victoria est devenu un lieu privilégié pour la classe ouvrière de l'East End londonien.
Il se pourrait que, pour certains enfants des années 1880, le parc soit la seule surface ininterrompue d'herbe verte qu'ils aient jamais vue. Les avantages comme le bassin de baignade (photo de droite) ont permis à beaucoup d'apprendre à nager là où la plupart des installations de l'époque (comme celles de Shacklewell (en)) ne servaient que de bains publics.
La réputation du parc Victoria comme 'parc du peuple' a grandi lorsqu'il devint un point de rencontre pour les meetings politiques et les rassemblements de toutes sortes, dépassant peut-être, en importance, ceux du bien plus célèbre Hyde Park.
Le parc fait le lien entre Tower Hamlets -tombé dans la pauvreté au XIXe siècle et avec une forte tradition de socialisme et d'agitation révolutionnaire- et Hackney, plus raffiné, mais héritier d'une lignée centenaire de dissidents religieux et d'anticonformistes qui ont mené à leur propre version plutôt féroce du réformisme.
Ce n'est donc pas étonnant que le parc soit devenu l'hôte de Speakers' Corner.
Bien que tout le monde puisse librement déballer ses affaires en place publique, les plus grosses affluences se massaient autour des "stars" socialistes comme William Morris ou Annie Besant.  

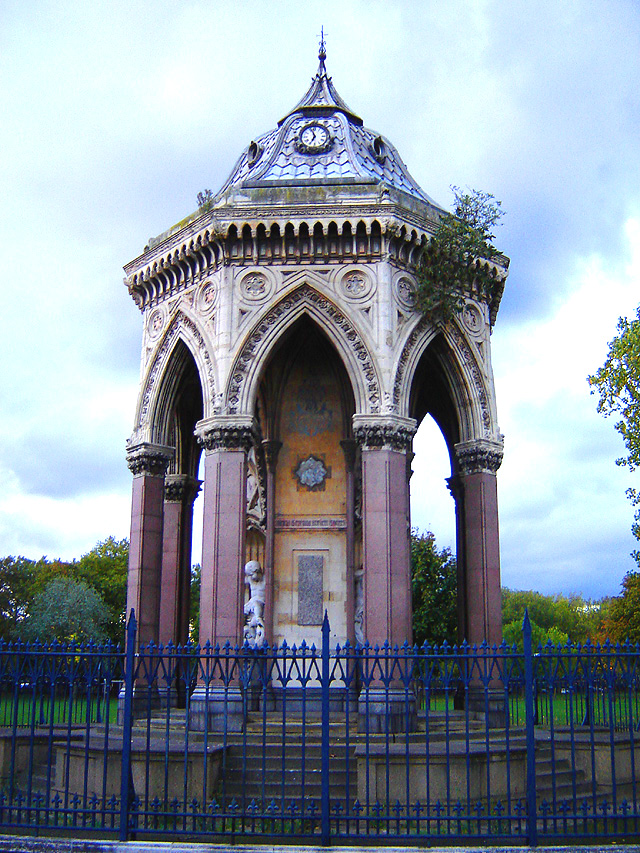
classé grade II* La fontaine du parc Victoria, érigée par la baronne Angela Burdett-Coutts en 1862.

Cette description de J H Rooney, journaliste au Harper's Magazine (février 1888) évoque une scène qui semble préfigurer ce que sera Internet : 
"Sur l'énorme pelouse centrale, de nombreux groupes sont éparpillés, certains sont très denses. Presque toutes les factions religieuses de l'Angleterre et tous les partis politiques et sociaux prêchent leurs idées et leurs arguments. […]
"Sur cette pelouse, le public peut s'il le souhaite, entendre du Malthusianisme, de l'athéisme,  de l'agnosticisme, du sécularisme, du Calvinisme, du socialisme, de l'anarchisme, du Salvationisme, du Darwinisme, et même, dans des cas plus exceptionnels, du Swedenborgianisme (en) et du Mormonisme. J'y ai entendu une fois un prophète, un homme qui se prétendait inspiré par Dieu; mais ce prophète a fini enfermé dans un asile, où il aurait à convertir le docteur avant de pouvoir retrouver sa liberté"
Un authentique marché aux idées, et pas l'un des moindres, dans une ère qui n'avait toujours pas apporté l'alphabétisme au plus grand nombre, et surtout pas dans les endroits les plus pauvres de l'East End.
La tradition des oratoires publics dans le parc a continué bien après la seconde guerre mondiale, et le fut toujours bien après reprise dans les concerts de rock à orientation politique comme ceux organisés par Rock Against Racism et l'Anti-Nazi League dans les années 1970 et 1980. Il est toujours de tradition pour les marches ou les défilés de démarrer ou de finir au parc Victoria.

## Seconde Guerre mondiale

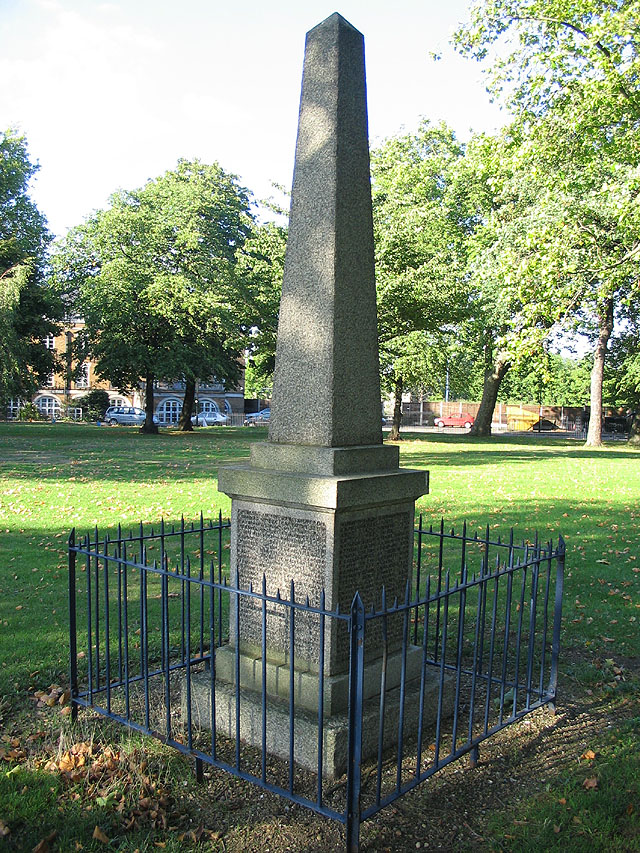
Le mémorial de la Grande Guerre d'Hackney Wick.

Pendant la guerre, le parc Victoria est resté très largement fermé au public pour devenir un site anti-aérien majeur incluant un camp de prisonniers de guerre pour les prisonniers Italiens puis Allemands. Les canons étaient judicieusement placés sur la route des bombardiers allemands qui viraient au Nord Ouest après avoir attaqué les docks et les entrepôts situés plus au Sud dans ce qui est désormais Tower Hamlets. Le parc était donc d'une importance stratégique.
Les salles de commandement des canons se trouvaient sous terre, dans des bunkers au bas de la route de Cassland Road à Hackney Wick. Un habitant d'Hackney de l'époque racontait : 

« Quand j'ai été amené par l'armée dans ces salles en 1952 pour aider à les fermer avant leur éventuelle démolition.
Quelle ne fut pas ma surprise, après toutes ces années à vivre à moins de cinq minutes à pied, de n'avoir jamais su où elles étaient, de plus, des bombes ont été lâchées sur tout le voisinage, mais cet endroit n'a jamais été atteint. Cependant, les salles d'opérations étaient très profondément enfouies. »

Plus controversées, les activités anti-aériennes du parc sont impliquées dans la panique qui a causé le désastre du métro de Bethnal Green en 1943. Des témoins oculaires rapportent qu'après de nombreuses alertes aériennes, la panique est montée des abris après une gigantesque explosion entendue en direction du parc. Un documentaire de la BBC sur les événements indique que le bruit serait dû au premier tir des nouvelles roquettes anti-aériennes Z-Battery. Toutefois, le Ministre de la Défense du Royaume-Uni réfute ces explications.

## Temps modernes

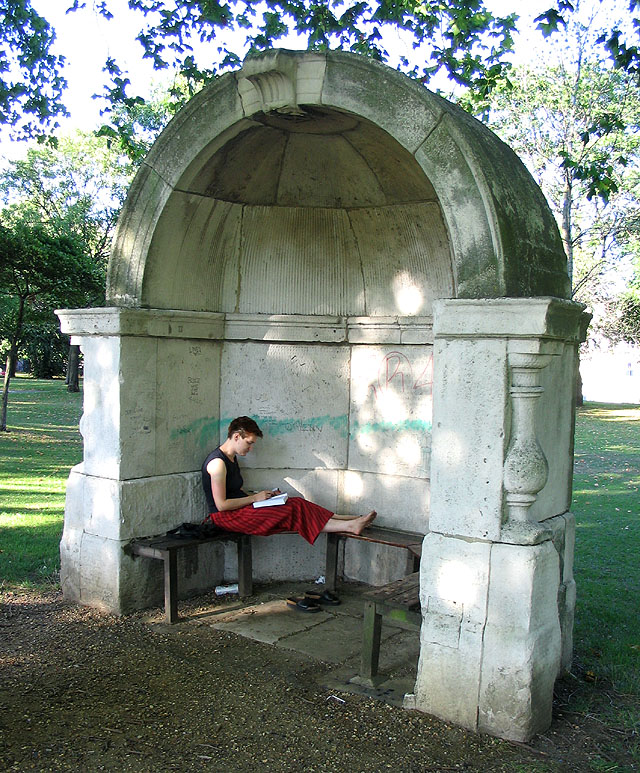
Cette alcôve est un fragment de l'ancien pont de Londres, démoli en 1831. Deux d'entre elles se trouvent dans le parc Victoria depuis 1860.

Dans des temps plus récents, le parc Victoria est connu pour ses festivals de musique en plein air, souvent connotés politiquement. Le documentaire rock dramatique de 1980 Rude Boy montrait le groupe The Clash jouant pour l'Anti-Nazi League (ANL) dans le parc. Radiohead a donné deux concerts dans le parc les 24 et 25 juin 2008.
Le parc Victoria est très populaire auprès des enfants et il accueille le One O'Clock Club pour les moins de cinq ans; un troupeau de cerfs et de boucs; un programme d'activités estivales ainsi qu'un très apprécié jardin d'enfants contenant des toboggans géants et une pataugeoire.
Le plus vieux club au monde de bateaux en modèle réduits, le Victoria Model Steam Boat Club, fondé dans le parc le 15 juillet 1904 est toujours actif et organise jusqu'à 17 régates du dimanche par an. Le VMSB Club fait naviguer des bateaux unidirectionnels tout comme il le faisait il y a 100 ans mais a aussi évolué vers les engins radio-commandés et les hydravions. La première régate est traditionnellement organisée le dimanche de Pâques et la régate à vapeur se déroule toujours le premier dimanche de juillet.
Le parc accueille aussi les clubs du Victoria Park Harriers et des Tower Hamlets Athletics Club, qui a ses locaux dans le St. Augustine Hall situé au Nord Est du parc. Le club a fêté son 80e anniversaire en 2006.
Pendant l'été, des parties de cricket sont organisées tous les après-midi par le Victoria Park Community Cricket League sur les trois Wickets du parc. Le parc possède aussi une triple aire d'entrainement de cricket très populaire, sous forme de couloirs entourés de filets, ouverte continuellement au public. L'aire a été entièrement remise à neuf à la fin de l'année 2005, grâce à une subvention de l'England and Wales Cricket Board

Le lac du parc Victoria.

### Source
- (en) Philip Mernick, A pictorial history of Victoria Park, London E3: illustrated with postcards and contemporary photographs, Londres, East London History Society, 1996 (ISBN 0950625817)